# Aigeai

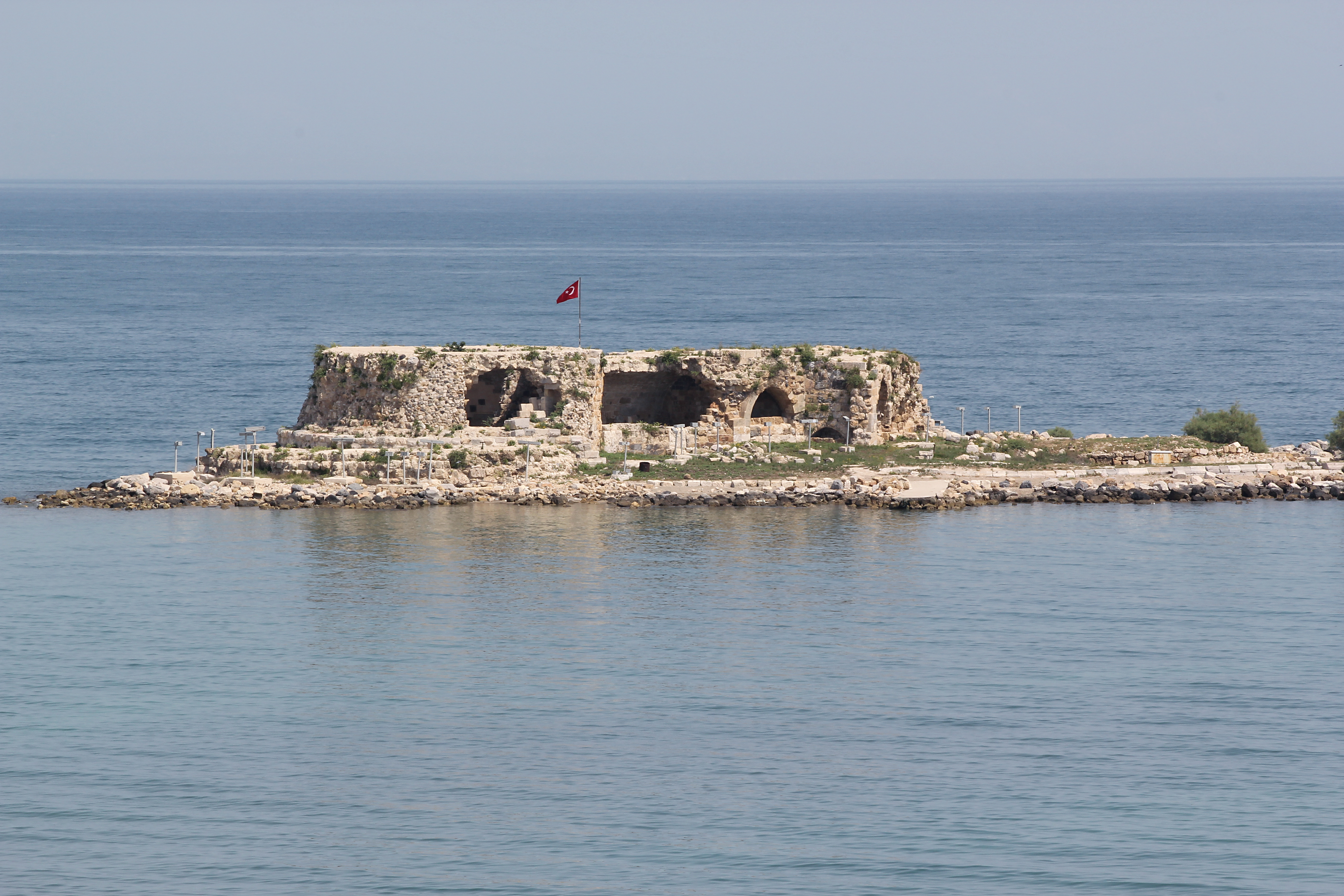
Ayas Kalesi Seeburg

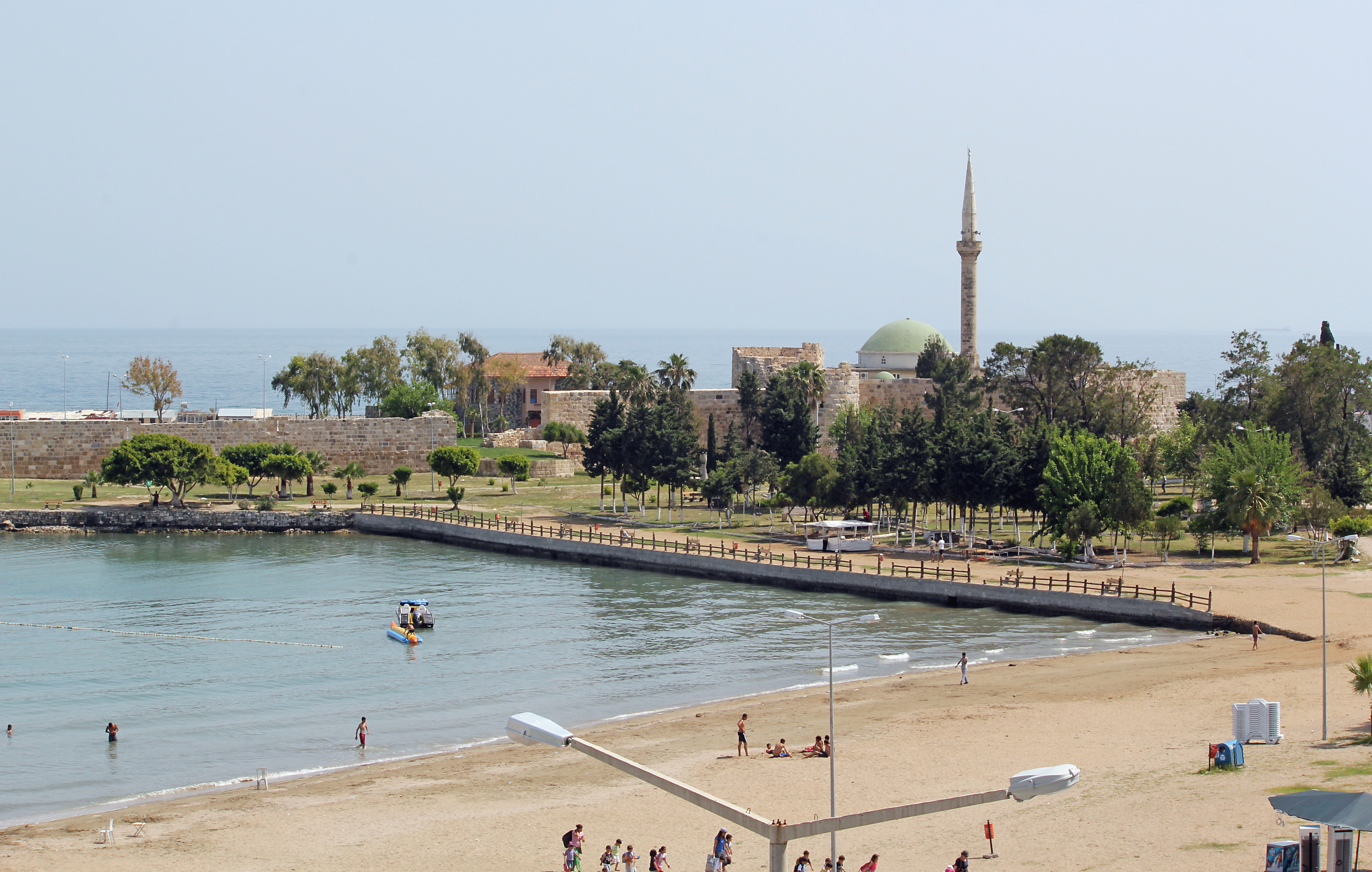
Ayas Kalesi Landburg mit Moschee

Aigeai (Αἰγέαι, auch Αἰγαὶ, Aigai, Aegeae) war eine antike Stadt und gehörte zum Ebenen Kilikien (Kilikia Pedias). Unter dem Namen Ayas (armenisch Այաս) ist sie heute ein Ortsteil von Yumurtalık in der türkischen Provinz Adana. Im Mittelalter war der Name der Stadt Ayas, bei italienischen Handelsreisenden war sie als Ajazzo oder Lajazzo bekannt.

## Geschichte
In der Antike war die Stadt unter ihrem griechischen Namen Aigeai (Αἰγέαι) bekannt und gehörte zum Ebenen Kilikien (Kilikia Pedias). Der Ort ist strategisch günstig am Golf von İskenderun gelegen. Der Hafen von Aigeai bot eine gute und gern genutzte Möglichkeit, nach Alexandreia ad Orontem überzusetzen. Aigeai ist vermutlich eine makedonische Gründung, benannt nach der makedonischen Hauptstadt Aigai.
Im Seleukidenreich kam der Stadt eine gewisse strategische Bedeutung zu. So war der Hafen der Stadt in die Rückeroberung der kleinasiatischen Küste von den Ptolemaiern durch Antiochos III. involviert. Möglicherweise wurden auch bereits zu dieser Zeit seleukidische Tetradrachmen in Aigeai geprägt. Die ersten mit Sicherheit datierbaren Münzen der Stadt stammen aus der Herrschaftszeit Antiochos IV. Zur Debatte steht, inwiefern die Verleihung der städtischen Autonomie und Asylie mit einer Ehrung der Stadt durch den armenischen König Tigranes II. in Verbindung gebracht werden kann, der Ostkilikien zwischen ca. 78 und 69 v. Chr. besetzt hielt. Gaius Iulius Caesar machte den Ort zum oppidum liberum. Hier setzt auch die caesarianische Zeitrechnung an: die Ärenrechnung in Aigeai beginnt 47 v. Chr., wohl Anfang November. Strategische Bedeutung erhielt der Ort vor allem ab dem 2. Jahrhundert n. Chr. im Zuge der Partherkriege, doch war er bereits in die Kriegslogistik des Bar-Kochbar-Krieges involviert, den Kaiser Hadrian führte, welcher die Stadt aufgrund ihres günstig gelegenen Hafens förderte. Für das Jahr 253 hat Haymann nachgewiesen, dass aufgrund des Einbruchs des Sassaniden Shapurs I. in Syrien Teile der Bevölkerung aus Antiochia am Orontes flohen und in Aigeai Zuflucht fanden.
Auf ihren Münzen zeigt die Stadt häufig eine Ziege und verweist mit Asklepios-Darstellungen auf ihre Bedeutung als Kultzentrum. Während der Regierungszeit des Kaisers Decius war es der Stadt erlaubt, den Ehrennamen „Asklepioupolis“ zu führen. Laut Eusebius von Caesarea ließ Konstantin der Große im Jahr 311 den Asklepiostempel zerstören, und zwar als Ausdruck seiner Bekehrung zum Christentum. Doch geschah die Zerstörung entgegen der christlichen Propaganda eher als Bestrafung der Stadt Aigeai, die in den bis 324 dauernden Kämpfen Konstantins mit Licinius auf der falschen Seite gestanden hatte. In der Spätantike wurde die Stadt, in der die Heiligen Kosmas und Damian als Märtyrer den Tod gefunden haben sollen, christlicher Bischofssitz. Auf dieses Bistum geht das Titularbistum Aegeae der römisch-katholischen Kirche zurück.
Das mittelalterliche Ayas war eine wichtige Hafen- und Handelsstadt Kleinarmeniens. Aufgrund der Verlandung des Hafens von Tarsos lief über Ayas ein großer Teil des byzantinischen Ost-West-Handels. Von hier brach 1271 Marco Polo zu seiner Asienreise auf.
Von Ayas sind eine See- und eine Landburg erhalten, genannt Ayas Kalesi, sowie ein etwa einen Kilometer westlich am Meer liegender achteckiger, dreistöckiger Wachtturm mit einer Inschrift des Sultans Süleyman I. Von der antiken Stadt sind nur wenige Kapitelle und kleine Relikte erhalten, die auf dem Gelände der Landburg aufgestellt sind, sowie Spolien in verschiedenen Teilen derselben.
Der griechische Sophist Antiochos von Aigai (2./3. Jh.) stammte aus Aigai.